# 鄭志龍
鄭 志龍（ヂョン ヂーロン）は、台湾の元プロバスケットボール選手、バスケットボール指導者。シューティングガードとして活躍したのち、一時期政界に参加した。1990年代の台湾バスケ界を代表する選手である。

## 来歴
文化大学体育系卒。
16歳で年代別代表に選ばれ、19歳で台湾代表入りし、主力として長きに渡り活躍した。その後は宏国隊に入団し、1994年に発足された台湾プロバスケで活躍した。
1999年にリーグが解散すると、中国へ渡り上海シャークスに入団。姚明らとともにチームを引っ張った。
2001年に引退し、親民党の推薦により立法委員選挙に立候補し当選を果たした。しかし2004年に同じ立法委員で元歌手の高金素梅との不倫が発覚し、同年に立法院の陳水扁銃撃事件の真相調査会に無断欠席し、親民党により除名されたため、政界から引退した。
2007年、SBL、台湾大レオパーズのヘッドコーチに就任。
2021年、台湾プロバスケボールリーグ、P. リーグ+、桃園パイロッツのヘッドコーチ就任。

## 親族
父親はアメリカ海軍第7艦隊の水兵。母親は未婚で鄭を産んだ後、日本に嫁いだ。プロゴルファーの下村真由美は異父妹。鄭志龍の長男の鄭騏寛もプロバスケットボール選手。